# Oxibianos
Los oxibianos (Ὀξύβιοι) fueron una tribu ligur que vivía en la costa mediterránea de Francia cerca de  Massalia. El límite con los deceatas ligures estaba en el oeste de Antipolis y al este de Forum Julii.
Los oxibianos atacaron Massalia en 155 a. C. y en consecuencia sus aliados los romanos enviaron una comisión conformada por Lucio Pupio, Flaminio y Popilio Lenas. Cuando estos fueron atacados en Egitna, la ciudad costera de los oxibianos, los romanos enviaron un ejército bajo el cónsul Quinto Opimio, quien derrotó a los oxibianos y deceatas en la batalla de Egitna, tres kilómetros al norte de Antipolis.